# Euphorbia tomentulosa
Euphorbia tomentulosa är en törelväxtart som beskrevs av Sereno Watson. Euphorbia tomentulosa ingår i släktet törlar, och familjen törelväxter. Inga underarter finns listade i Catalogue of Life.